# Ratpenat del bambú gros
El ratpenat del bambú gros (Tylonycteris robustula) és una espècie de ratpenat de la família dels vespertiliònids que es troba a l'illa de Sumatra (Indonèsia). Fins al 2017 incloïa les espècies que avui en dia s'anomenen T. malayana i T. tonkinensis, que en foren separades basant-se en dades moleculars.